# Johannes Kaiser (atleta)
Johannes Káiser (Alemania, 27 de febrero de 1936-17 de diciembre de 1996) fue un atleta alemán, especializado en la prueba de 4x400 m en la que llegó a ser medallista de bronce olímpico en 1960.

## Carrera deportiva
En los JJ. OO. de Roma 1960 ganó la medalla de bronce en los relevos de 4x400 metros, con un tiempo de 3:02.7 segundos, llegando a meta tras Estados Unidos que con 3:02.2 segundos batió el récord del mundo, y por delante del equipo de las Indias Occidentales Británicas (bronce), siendo sus compañeros de equipo: Manfred Kínder, Joachim Reske y Carl Kaufmann.